# Christian Kux
Christian Kux (* 3. Mai 1985 in Karl-Marx-Stadt) ist ein ehemaliger deutscher Radrennfahrer.

## Sportliche Karriere
2001 wurde Christian Kux deutscher Jugendmeister in der Einerverfolgung auf der Bahn. Im Jahr darauf gewann er bei der Cottbuser Bundesliga-Etappenfahrt der Junioren eine Etappe, wurde Dritter der Gesamtwertung und auch deutscher Juniorenmeister in der Einerverfolgung. Diesen Titel konnte er im Jahr darauf verteidigen, wo er außerdem Vizeweltmeister in der Mannschaftsverfolgung wurde, gemeinsam mit Sascha Damrow, Frank Schulz und Stefan Schäfer.
Von 2006 bis 2007 fuhr Kux für das Continental Team Milram in der U23-Klasse. In seiner ersten Saison gewann er zwei Läufe und somit die Gesamtwertung der U23-Bundesliga. Auf der Bahn gewann er das U23-Sechstagerennen in München mit seinem Partner Marcel Kalz. 2007 gewann er mit seinem Team das Mannschaftszeitfahren der Thüringen-Rundfahrt. Bei der deutschen U23-Meisterschaft belegte er den zweiten Platz im Straßenrennen und bei Rund um den Sachsenring wurde er Dritter. So konnte er die Gesamtwertung der Internationalen Deutschen Meisterschaft in der U23-Klasse für sich entscheiden.
2008 und 2009 startete Christian Kux für das UCI ProTeam-Milram. In dieser Zeit konnte er nur einige kleinere Achtungserfolge erzielen, wie ein 6. Etappenplatz bei den Drei Tage von Westflandern und einen Tag im Gepunktete Trikot beim Critérium du Dauphiné Libéré. 2008 ging er bei der Vuelta a España an den Start, musste diese jedoch auf der 19. Etappe verlassen. Sein bestes Ergebnis war ein 45. Etappenplatz. Ende der Saison 2009 beendete er seine professionelle Karriere, um ein Studium der Zahnmedizin zu beginnen.
Seit dem Ende seiner Profikarriere fährt Kux weiterhin Rennen für das DSC Radteam, eine Dresdener Amateurmannschaft. 2011 gewann er die sächsische Landesmeisterschaft in Obergurig. Zudem belegte er bei dem Rennen Rund um den Sachsenring Platz vier, bei dem er 2007 bereits Dritter geworden war. Weiterhin bestreitet er Steherrennen.

## Erfolge
2001
- Deutscher Meister – Einerverfolgung (Jugend)

2002
- eine Etappe Cottbuser Bundesliga Etappenfahrt (Junioren)
- Deutscher Meister – Einerverfolgung (Junioren)
- Europameisterschaft – Mannschaftsverfolgung (Junioren)

2003
- Deutscher Meister – Einerverfolgung (Junioren)
- Deutscher Meister – Mannschaftsverfolgung (Junioren)
- Weltmeisterschaft – Mannschaftsverfolgung (Junioren) (mit Frank Schulz, Stefan Schäfer und Sascha Damrow)

2004
- Athens Open Balkan Championship – Mannschaftsverfolgung

2006
- Frühjahrspreis Cadolzburg, Köstritzer Schwarzbiercup (Bundesliga U23)
- Gesamtwertung Bundesliga U23
- Sechstagerennen UIV Cup München (U23)

2007
- Gesamtwertung Internationale Deutsche Meisterschaft (U23)
- eine Etappe Brandenburg-Rundfahrt
- Mannschaftszeitfahren Internationale Thüringen Rundfahrt

## Teams
- 2006–2007 Continental Team Milram
- 2008–2009 Team Milram